# Kōda Rohan
Kōda Shigeyuki (幸田 成行?  Edo, 23 de julio de 1867 - Ichikawa, Chiba, 30 de julio de 1947), mejor conocido bajo su seudónimo de Kōda Rohan (幸田 露伴?), fue un novelista japonés, activo durante la era Meiji. Kōda escribió Fūryūbutsu, también conocido como The Buddha of Art o The Elegant Buddha, en 1889. La casa en la que Kōda vivió fue reconstruida en 1972 por el Museo Meiji-mura. Kōda también fue una de las primeras personas en recibir el Orden de la Cultura cuando este fue establecido en 1937.

## Biografía

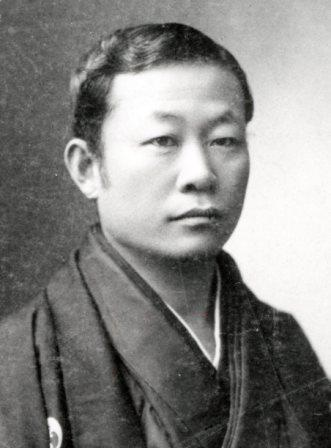
Kōda en su juventud, circa 1900.

Kōda nació el 23 de julio de 1867 en la ciudad de Edo (actual Tokio), provincia de Musashi, como el cuarto hijo de Yū y Shigenobu Kōda. Su abuelo paterno, Kōda Ritei, era un samurái al servicio del daimyō local. Su nombre durante su infancia fue Tetsushiro ("shiro", señalando su posición como el cuarto hijo). También tuvo dos hermanas menores, Nobu (1870-1946), quien fue compositora, y Kō (1878-1963), una violinista. Kōda fue un niño enfermizo y muchas veces durante su infancia se encontró al borde de la muerte.
Su familia era una de escasos recursos económicos, y Kōda asistió a la Escuela Secundaria Hibiya y más adelante a la Universidad de Aoyama, aunque no logró graduarse de ninguna. A pesar de no poder permitirse una educación universitaria, recibió una sólida formación en literatura clásica china. En 1884, comenzó a trabajar como telegrafista en Hokkaidō, pero tres años después abandonó su puesto para convertirse en escritor en Tokio, lo que le valió la desaprobación de su padre. Sus primeros relatos fueron publicados en 1889 y recibieron una buena acogida del público. Su carrera literaria se prolongaría durante casi setenta años. 
En 1895 contrajo matrimonio con Kimi Kōda, con quien tuvo dos hijos, Aya (1904-1990) y Shigetoyo (¿?-1926), quien murió joven. Kimi falleció en 1910 y tres años más tarde nuevamente contrajo nupcias con Yashiro Kodama. Su hija también fue novelista y escribió muchos relatos sobre su padre.
Entre sus obras más destacadas se encuentran Tai dokuro de 1890; Gojūnotō, aparecida por entregas en 1891-1892; El samurái barbudo, de 1896 y Unmei, de 1919. Kōda murió de neumonía el 30 de julio de 1947, a la edad de 80 años.

## Obras selectas

### Historias cortas
- Tsuyu dandan (1889)
- Fūryūbutsu (1889)
- Encounter with a Skull (1890)
- Gojūnotō (1891)
- Ten utsu nami (1905)
- Unmei (1919)

### Poemas
- Leaving the Hermitage (1905)

### Novelas
- The Whaler (1891)
- The Minute Storehouse of Life (incompleta)